# Oswiu
Oswiu (též Oswy nebo Oswig; (staroanglicky: Ōswīg) (asi 612 – 15. února 670), byl králem Bernicie od roku 642 a králem Northumbrie od roku 654 až do své smrti. Hrál významnou roli na synodě ve Whitby v roce 664, která nakonec uvedla církev v Northumbrii do souladu s širší katolickou církví.
Oswiu se coby jeden ze synů bernicijského krále Æthelfritha stal králem po smrti svého staršího bratra Oswalda v roce 642. Na rozdíl od Oswalda se Oswiu po většinu své vlády snažil prosadit svou vládu nad Deirou, druhou základní složkou středověkého království Northumbrie.
Oswiu a jeho bratři byli vychováni v exilu v irském království Dál Riata v současném Skotsku poté, co jejich otce zabil budoucí northumbrijský král Edwin. Z vyhnanství se vrátili po Edwinově smrti v roce 633. Oswiu se stal králem, když jeho bratr, tehdejší northumbrijský král Oswald, padl v bitvě proti mercijskému králi Pendovi. Počáteční fáze Oswiuovy vlády byla charakterizována bojem o kontrolu nad Deirou a jeho kontroverzním vztahem s králem Pendou, jeho vrchním pánem. V roce 655 Oswiuovo vojsko v rozhodující vítězné bitvě u řeky Winwæd krále Pendu zabilo. Po bitvě se král Oswiu stal jedním z nejmocnějších vládců v Británii. Zajistil si kontrolu nad Deirou, když ustanovil svého syna Alhfritha coby jejího podkrále, tři roky ovládal Mercii a vysloužil si uznání coby bretwalda ve velké části Británie.
Oswiu byl oddaným křesťanem, propagoval víru mezi svými poddanými a založil řadu klášterů, včetně opatství v Gillingu a opatství ve Whitby. Byl vychován v keltské křesťanské tradici rozšířené po velké části irského světa, na rozdíl od římskokatolické tradice praktikované jižními anglosaskými královstvími a některými členy deirské šlechty, včetně Oswiuovy manželky, královny Eanflæd. V roce 664 předsedal synodě ve Whitby, na němž duchovní rokovali o obou tradicích. Pomohl vyřešit napětí mezi oběma stranami vyhlášením, že se Northumbrie přikloní k římskému ritu. Král Oswiu zemřel v roce 670, jeho nástupcem se stal jeho syn Ecgfrith. Jeho svátek 15. února slaví východní i západní křesťané.

## Historický kontext a mládí

Hlavní anglosaská království v 7. století.

Podle Bedy Ctihodného bylo králi Oswiuovi 58 let, když v roce 670 zemřel. To by znamenalo, že se narodil kolem roku 612. Byl třetím dítětem Æthelfritha, tehdejšího bernicijského krále. Měl několik sourozenců, mimo jiné starší bratry Eanfritha a Oswalda a sestru Æbbu. Oswiuovou matkou byla pravděpodobně zaznamenaná Æthelfrithova manželka Acha, princezna z deirského královského rodu, o níž je známo, že byla matkou Oswaldovou. Ale ani Oswiuův původ po matce nestačil, aby si získal deirskou šlechtu. Zatímco deirské elity přijaly Oswalda za krále podle všeho právě kvůli jeho matce, králi Oswiuovi vzdorovaly po celou dobu jeho vlády.
V době Oswiuova narození byl král Æthelfrith na vrcholu své moci. V roce 604 převzal kontrolu nad Deirou, patrně násilně s použitím vojenské síly. Zabil předchozího krále (zřejmě Æthelrika), oženil se s Achou, příslušnicí deirské královské dynastie, a vyhnal Achina bratra Edwina do exilu. Jeho moc sahala od zemí Piktů a království Dál Riata v současném Skotsku až po Wales a oblast Midlands na jihu. Æthelfrithova moc byla založena na jeho vojenských úspěších. Jeho vojenské štěstí se ale vyčerpalo v roce 616, kdy ho deirský exulant Edwin podporovaný východoanglickým králem Rædwaldem porazil a zabil v bitvě u řeky Idle.
Po Æthelfrithově smrti uprchli jeho synové a jejich příznivci z Northumbrie a našli útočiště u Gaelů a Piktů v severní Británii a Irsku. Zde zůstali až do Edwinovy smrti v bitvě na Hatfield Chase v roce 633.
V exilu byli Æthelfrithovi synové obráceni na křesťanství, respektive vychováváni jako křesťané. Princ Oswiu se stal vyhnancem ve svých čtyřech letech, dětství a dospívání strávil v gaelském prostředí a do Northumbrie se mohl vrátit až ve věku jednadvaceti let. Beda Ctihodný píše, že Oswiu hovořil irským jazykem a jako věřící vyznával specifickou formu irského křesťanství rozšířenou po tehdejším keltském světě.
Vedle toho, že se Oswiu naučil irský jazyk a byl nadšeným křesťanem, zřejmě bojoval za své gaelské hostitele. Snad dostal svou zbroj, což byl významný akt, od krále Dál Riaty, asi Eochaida Buida, syna onoho Áedána mac Gabráina, kterého Oswiuův otec porazil v bitvě u Degsastanu. Irské letopisy mezi mrtvými v bitvě u Fid Eóin uvádějí jistého bojovníka jménem Oisiric mac Albruit, rigdomna Saxana (ætheling Osric), vedle dálriatského krále Connada Cerra a dalších příslušníků dynastie Cenél nGabráin. Není jasné, zda se Oswiu oženil s princeznou Fín z dynastie Uí Néill, respektive z její rodové větve Cenél nEógain, a zda se jeho syn Aldfrith narodil už během Oswiuova vyhnanství, anebo až později.
Stejně nejisté je i datum Oswiuova návratu do Northumbrie. Snad se vrátil se svým bratrem Eanfrithem po Edwinově smrti v roce 633, jak naznačuje Beda Ctihodný. Coby bernicijský král odpadl Eanfrith od víry a byl zabit gwyneddským králem Cadwallonem ap Cadfanem. Toho posléze porazil a zabil další Oswiuův bratr Oswald, který se stal králem Bernicie a pravděpodobně navázal na starou mocenskou převahu svého otce v severní a střední Británii.

## Eanflæd a Oswine
Král Oswald padl v boji proti mercijskému králi Pendovi v bitvě u Maserfieldu, kterou Beda Ctihodný klade k 5. srpnu 642. Oswaldův syn Œthelwald měl mít jako jeho nástupce přednost, ale v roce 642 nemohl být ještě dospělým. Proto titul krále přešel na Oswiua. Na rozdíl od bernicijského krále Eanfritha a deirského krále Osrika si Oswiu podržel křesťanskou víru, a to i navzdory porážce svého bratra pohanem Pendou. Důvodem mohla být jeho důkladnější křesťanská výchova, ale podstatný mohl také být vliv biskupa Aidana z Lindisfarnu, v té době významné osobnosti v Bernicii.
Beda Ctihodný shrnuje Oswiuovu vládu takto:
„Když byl Oswald přenesen do království nebeského, vystřídal ho jeho bratr Oswy, asi třicetiletý mladík, na trůnu v jeho pozemském království a držel ho osmadvacet let s velkými potížemi, byvše obtěžován pohanským králem, Pendou, a pohanským národem Mercijských, který zabil jeho bratra, stejně jako jeho syna Alfreda [tj. Ealhfritha] a jeho strýčence Ethelwalda [tj. Œthelwalda], syna jeho bratra, který vládl před ním.“
První zaznamenanou Oswiuovou akcí coby krále Bernicie bylo posílení jeho postavení a možná i jeho nároků na Deiru tím, že se oženil s Edwinovou dcerou Eanflæd, která tehdy pobývala v exilu v království Kent. K tomuto sňatku došlo mezi lety 642 a 644.
Víme, že Oswiu byl ženatý třikrát. Jeho manželka a královna Eanflæd mu porodila dva syny, Ecgfritha (644/645–685) a Ælfwina (asi 660–679), a dvě dcery, Osthryth († 697) a Ælfflæd (asi 654–714). Irská princezna Fín byla matkou Aldfritha († 705). A konečně britonská princezna Rieinmelth z království Rheged je zmiňována v raně středověkém latinsky psaném díle Historia Brittonum coby Oswiuova manželka. Předpokládá se, že Ealhfrith byl jejím synem a Eahlflæd mohla být její dcerou.
První polovinu své vlády strávil král Oswiu ve stínu krále Pendy, který v letech 642–655 ovládal většinu Británie a zjevně dosazoval a sesazoval krále jednotlivých království, jak mu to vyhovovalo. Budoucí království Northumbrie se za Oswiuova života ještě stále skládalo ze dvou zřetelně odlišných království. Severnímu království Bernicie, které sahalo od řeky Tees k zálivu Firth of Forth, vládl Oswiu. Království Deira, ležící mezi vřesovými mokřinami North York Moors a říčním ústím Humber, bylo ovládáno řadou Oswiuových příbuzných zpočátku jako samostatné království, později jako forma údělného království dávaného v držbu Oswiuovým synům.
V prvním desetiletí Oswiuovy vlády vládl v Deiře nezávislý král Oswine, syn odpadlíka od víry Osrika, který patřil ke konkurenční deirské královské rodině. Králové Oswine a Oswiu se dostali do konfliktu kolem roku 651. Beda Ctihodný viní za potíže krále Oswiua a píše:
„Pročež když proti sobě postavili armády, Oswin si uvědomil, že nemůže vést válku proti tomu, kdo má více podpůrných vojenských družin než on sám, a v té době pochopil, že je lépe odložit všechny myšlenky na boj a uchovat sama sebe pro lepší časy. Proto rozpustil armádu, kterou shromáždil, a nařídil všem svým mužům, aby se vrátili do svých domovů, z místa zvaného Wilfaresdun, tj. Wilfarův kopec, který je téměř deset mil od vesnice zvané Cataract [tj. současný Catterick], směrem na severozápad. Sám s jediným věrným vojákem, který se jmenoval Tonhere, se stáhl a ležel ukrytý v domě hraběte [comes] Hunwalda, o kterém se domníval, že je jeho nesporný přítel. Ale běda! Bylo to jinak, neboť ho hrabě zradil a Oswy, hnusně, rukama svého velitele [præfectus], Ethilwina, ho zabil ...“
Král Oswiu založil Gillingské opatství v Gillingu, aby se vykoupil z Oswinova zabití. Oswine byl později považován za svatého a v Gillingském opatství se modlili jak za Oswina, tak i za Oswiua. Po králi Oswinovi nastoupil coby král Deirských Oswaldův syn Œthelwald.

## Král Penda
Vztahy krále Oswiua s mercijským králem Pendou nebyly v letech 642–655 zcela poklidné. Beda Ctihodný, zdá se, umístil významný větší Pendův útok na Bernicii, který dosáhl bran Bamburghu, někdy před rok 651 a smrt biskupa Aidana z Lindisfarnu († 31. srpen 651). Záznam v irských análech zaznamenávající „bitvu Oswyho proti Pendovi“ asi roku 650 může odkazovat na toto tažení.
Současný anglický historik David Peter Kirby (* 1936) uvádí, že zabití krále Oswina mohlo vést ke zlepšení vztahů mezi Pendou a Oswiuem na počátku 50. let 7. století. Oswiuův syn Ealhfrith se oženil s Pendovou dcerou Cyneburh, zatímco jeho dcera Ealhflæd se provdala za Pendova syna Peadu. Peada byl pokřtěn v Ad Murum – (při zdi) v oblasti Hadriánova valu – Aidanovým nástupcem Finanem. Peada a Ealhflæd pozvali skupinu misionářů, včetně mnicha a pozdějšího východoanglického biskupa Cedda (asi 620–664) a pozdějšího prvního mercijského biskupa Diumy, aby založili v jejich zemích církev svatou.
Beda Ctihodný uvádí, že v roce 655 král Penda napadl Bernicii v čele velké armády. Beda Ctihodný pokračuje, že král Oswiu nabídl „nevyčíslitelné množství klenotů a darů jako cenu za mír“, ale král Penda to odmítl. Král Oswiu slíbil, že zasvětí svou dceru Ælfflæd Bohu a založí tucet klášterů, pokud v bitvě zvítězí, a s malou armádou se za pomoci svého syna Ealhfritha s malou armádou střetl s králem Pendou v bitvě u řeky Winwæd, která se konala v oblasti Loidis, což znamená Leeds. Bernicijští zvítězili a král Penda byl zabit spolu s mnoha svými spojenci, včetně východoanglického krále Æthelhera. Oswaldův syn Œthelwald pomáhal králi Pendovi, ale stál stranou od boje.
Historia Brittonum z 9. století poskytuje poněkud odlišný popis. V něm král Penda Oswiuovu nabídku pokladu přijímá a spojuje ji s obléháním místa nazývaného Iudeu. Předpokládá se, že Oswiuův syn Ecgfrith byl tehdy vydán jako rukojmí do péče Pendovy královny Cynewise. Historia Brittonum uvádí, že mnoho Pendových spojenců byli britonští králové, a konstatuje, že gwyneddský král Cadafael ap Cynfeddw se připojil k Œthelwaldovi, aby se vyhnul bitvě, a získal tak epiteton „Cadomedd“ (odmítač bitvy, ulejvák). Rozhodující bitva se odehrává na „Gaiově poli“.

## Bretwalda
Překvapivá porážka dosud dominantního krále Pendy a smrt východoanglického krále Æthelhera vytvořila z krále Oswiua dominantní postavu v Británii. Zdá se, že Œthelwaldův ambivalentní postoj během tažení, které vedlo k „Winwædu“, vyústilo v jeho odstranění, protože od této chvíle mizí z historických záznamů. Král Oswiu dosadil svého dospělého syna Ealhfritha za krále Deirských na místo Œthelwalda. Pendův syn Peada byl ustanoven králem jižní Mercie, zatímco Oswiu ovládl sever království. Zdá se, že jiní podřízení vládci byli ustanoveni i jinde v Mercii.
Hlouběji na jihu byl zřejmě Æthelherův bratr Æthelwold ustaven východoanglickým králem díky vlivu krále Oswiua. Rovněž tak příbuzný jeho manželky Eorcenberht se stal králem Kentu díky zásahu krále Oswiua. Wessexský král Cenwalh, kterého Penda vyhnal z jeho zemí za to, že zapudil svou manželku, Pendovu sestru, se v tomto období také mohl vrátit k moci, opět s pomocí krále Oswiua. Essexský král Sigeberht Dobrý byl Oswiuovým spojencem. Oswiuův synovec, Eanfrithův syn Talorcan, mohl na trůn jako král Piktů usednout pravděpodobně také vlivem svého strýce.
Oswiuova bezvýhradná nadvláda nad Británií trvala jen krátkou dobu, přibližně tři roky. Bezprostřední příčinou byla smrt krále Peady, údajně otráveného jeho manželkou, Oswiuovou dcerou Eahlflæd. To se pravděpodobně stalo na Velikonoce 656 a Oswiu pokračoval v instalaci správců oblastí nebo podřízených králů v Mercii. Pravděpodobně koncem roku 659, ale možná už v roce 657 vzpoura vedená třemi mercijskými šlechtici – Imminem, Eatou a Eadberhtem – dosadila na trůn Pendova syna Wulfhera jako vládce Mercijských a vyhnala Oswiuovy příznivce. Král Oswiu zůstal silou, s níž je třeba počítat, a zdá se, že krizi vyřešilo spíše politické urovnání než otevřená válka, když král Wulfhere jmenoval svým biskupem Oswiuova příbuzného Trumhera. I když král Wulfhere rozšiřoval mercijský vliv a autoritu v jižní Británii, zjevně nadále uznával Oswiuovu dominanci.
Velšské zdroje uvádějí, že Oswiu vedl vojenská tažení ve Walesu koncem 50. let 7. století a uvalil na velšské krále, kteří byli dříve Pendovi spojenci jako byl kupříkladu gwyneddský král Cadafael ap Cynfeddw vyhýbající se bitvě, povinnost platit tribut. Jinde na jihu byl Oswiuův spojenec, východosaský král Sigeberht zavražděn a nahrazen svým bratrem Swithhelmem, který sice zůstal křesťanem, ale distancoval se od krále Oswiua a irsko-northumbrijské církve. Král Switthelm byl pravděpodobně v područí království Východní Anglie.

## Ealhfrith a synoda ve Whitby
V roce 664 král Oswiu na synodě ve Whitby přijal zvyklosti římské církve, což vedlo biskupa Colmána z Lindisfarnu k odchodu ze synody a rezignaci na funkci biskupa. Beda Ctihodný píše, že spor urovnal Oswiuův syn Ealhfrith, který na naléhání pozdějšího biskupa a světce Wilfrida přijal římské zvyklosti. Ealhfrith byl vychován v irsko-northumbrijských zvyklostech a jeho odmítnutí těchto zvyklostí spolu s vyhnáním budoucích svatých Cuthberta z Lindisfarnu a Eaty z Hexhamu z kláštera v Riponu se považuje za silné politické gesto. Rok 665 byl tedy charakterizován tím, jak píše Beda Ctihodný, „že se Velikonoce slavily dvakrát v jednom roce, takže když král ukončil půst a slavil Velikonoce, královna a její družina se stále postili a připomínali si Květnou neděli“.

## Ecgfrith
V roce 660 král Oswiu oženil svého syna Ecgfritha s Æthelthryth, dcerou někdejšího východoanglického krále Anny.

## Smrt
I ke konci své vlády zůstal král Oswiu v Británii významnou osobností. Nově jmenovaný arcibiskup z Canterbury, Theodor z Tarsu, se vydal v roce 669 na sever, aby se s ním setkal. Beda Ctihodný píše, že král Oswiu měl v úmyslu podniknout pouť do Říma ve společnosti biskupa Wilfrida. Onemocněl však a zemřel 15. února 670 ve věku 58 let. Jeho starší syn Ecgfrith, jehož matkou byla královna Eanflæd, nastoupil po něm na bernicijský trůn, zatímco jejich mladší syn Ælfwine se stal po svém starším bratru Ecgfrithovi králem Deiry. Král Oswiu byl pohřben v opatství ve Whitby vedle krále Edwina. Jeho vdova a jejich dcera Ælflæd byly později ve Whitby abatyší a byly zde také pohřbeny.
Anglosaský duchovní Alcuin z Yorku, který psal asi sto let po Oswiuově smrti, ho popisuje jako „velmi čestného, se spravedlivými zákony, nepřemoženého v boji, ale důvěryhodného v míru, velkorysého v darech nebohým, zbožného, spravedlivého pro všechny“.

## Oswiuovi potomci

Rodokmen Oswiuových potomků, jejichž matkami byly princezna Fín nebo královna Eanflæd

·      Alhfrith, syn královny Rhiainfellt, deirský král v letech 630 – asi 664;
·      Ecgfrith, syn královny Eanflæd, deirský král v letech 664–670, northumbrijský král v letech 670–685;
·      Ælfwine, syn královny Eanflæd, poslední deirský král v letech 670–679;
·      Osthryth, dcera královny Eanflæd, královna Mercijských až do svého zavraždění v roce 697, svatořečená;
·      Ælfflæd, dcera královny Eanflæd, abatyše ve Whitby, svatořečená (sv. Elflaeda z Whitby);
·      Aldfrith, syn irské princezny Fín, northumbrijský král v letech 685–704/705;
·      Ealhflæd, (snad) dcera královny Rhiainfellt, krátce královna jižní Mercie.

## Svaté relikvie
Král Oswiu a jeho manželka Eanflæd byli papežem Vitalianem kolem roku 665 obdarováni ostatky několika světců: sv. Petra, sv. Pavla, sv. Vavřince, apoštola Jana, sv. Řehoře a sv. Pankráce. Královna Eanflæd rovněž obdržela „kříž se zlatým klíčem, vyrobeným z nejsvětějších řetězců apoštolů Petra a Pavla“. Beda Ctihodný ve svém díle Historia ecclesiastica gentis Anglorum dokumentuje tento dar jako součást delegace vracející se z Říma, kterou vedl zvolený arcibiskup canterburský Wighard.